# Metaleptobasis brysonima
Metaleptobasis brysonima – gatunek ważki z rodziny łątkowatych (Coenagrionidae). Występuje na terenie Ameryki Południowej i Karaibów. Został opisany w 1915 roku w oparciu o pojedynczy okaz – samca odłowionego w 1912 roku na bagnach na Trynidadzie. W 2013 roku Natalia von Ellenrieder dokonała rewizji rodzaju Metaleptobasis i zsynonimizowała M. brysonima z M. tetragena, M. weibezahni i M. incisula.